# Petlawad
Petlawad è una suddivisione dell'India, classificata come nagar panchayat, di 12.419 abitanti, situata nel distretto di Jhabua, nello stato federato del Madhya Pradesh. In base al numero di abitanti la città rientra nella classe IV (da 10.000 a 19.999 persone).

## Geografia fisica
La città è situata a 23° 0' 0 N e 74° 47' 60 E e ha un'altitudine di 387 m s.l.m..

## Società

### Evoluzione demografica
Al censimento del 2001 la popolazione di Petlawad assommava a 12.419 persone, delle quali 6.363 maschi e 6.056 femmine. I bambini di età inferiore o uguale ai sei anni assommavano a 1.872, dei quali 965 maschi e 907 femmine. Infine, coloro che erano in grado di saper almeno leggere e scrivere erano 8.800, dei quali 5.037 maschi e 3.763 femmine.